# Neoconocephalus boraceae
Neoconocephalus boraceae är en insektsart som beskrevs av Piza Jr. 1952. Neoconocephalus boraceae ingår i släktet Neoconocephalus och familjen vårtbitare. Inga underarter finns listade i Catalogue of Life.